# Americas Rugby Challenge
Ne doit pas être confondu avec Americas Rugby Championship.
L'Americas Rugby Challenge est une compétition organisée par Rugby Americas North et Sudamérica Rugby qui oppose des nations issues des deux fédérations régionales.

## Histoire
La toute première édition sera organisée par la Federación Colombiana de Rugby et les matches se tiendront à l'Estadio Cincuentenario de Medellín les 26 août, 29 août et 1er septembre 2018. Le vainqueur sera l'équipe qui aura obtenu le plus de points. Ce nouveau tournoi a été créé à la suite des trois premières éditions de l'Americas Rugby Championship qui ont rencontré un gros succès, un tournoi qui englobe les six meilleures équipes d'Amérique du Nord et du Sud. L'Americas Rugby Challenge va permettre à la Colombie, au Guyana (finaliste du Rugby Americas North Championship 2017), au Mexique et au Paraguay de développer et d'améliorer la pratique du rugby.
Un système de relégation et promotion doit être instauré à partir de l'édition 2020 entre le dernier de l'Americas Rugby Championship et le vainqueur de l'Americas Rugby Challenge. La mise en place de ce nouveau format est néanmoins retardée par la pandémie de Covid-19, ayant conduit à l'annulation de l'édition 2020.

## Identité visuelle
Le logo de la nouvelle compétition est révélé en août 2018 : il reprend le modèle de l'Americas Rugby Championship avec la charte graphique des quatre équipes nationales disputant cette première édition. Pour l'édition suivante, le logo est aménagé en supprimant les couleurs nationales des participants.

Évolution du logo
Logo en 2018.
Logo depuis 2019.

## Palmarès
| Saison    | Lieu(x)         | Vainqueur       | Deuxième        | Troisième       | Quatrième       |
| --------- | --------------- | --------------- | --------------- | --------------- | --------------- |
| 2018 (es) | Colombie        | Colombie        | Paraguay        | Mexique         | Guyana          |
| 2019 (es) | Colombie        | Colombie        | Mexique         | Paraguay        | Îles Caïmans    |
| 2020      | Édition annulée | Édition annulée | Édition annulée | Édition annulée | Édition annulée |

## Bilan
| Équipe   | Titre(s) | Premier(s) - Dernier(s) |
| -------- | -------- | ----------------------- |
| Colombie | 2        | 2018-2019               |